# Кривое (озеро, Майбалыкский сельский округ)
Кривое (каз. Кривое) — озеро в Майбалыкском сельском округе Жамбылского района Северо-Казахстанской области Казахстана. Находится в 4 км к юго-востоку от села Ольговка.
По данным топографической съёмки 1940-х годов, площадь поверхности озера составляет 1,71 км². Наибольшая длина озера — 1,9 км, наибольшая ширина — 1 км. Длина береговой линии составляет 5,5 км, развитие береговой линии — 1,18. Озеро расположено на высоте 150,6 м над уровнем моря.
Озеро входит в перечень рыбохозяйственных водоёмов местного значения.